# Todd Strange
Todd Strange, född 1966, är en amerikansk musiker. Han var basist i heavy metal-grupperna Crowbar och Down men har lämnat musiken sedan många år; numera arbetar han som mekaniker.